# Association Football Club Fylde
El A.F.C. Fylde es un equipo de fútbol profesional basado en Wesham en Borough of Fylde, Lancashire, Inglaterra. Al principio conocido como Kirkham y Wesham después de una fusión con el Kirkham Town and Wesham en 1988. el club adoptó su nombre en 2008 después de ganar la FA Vase. Ellos son actualmente los miembros de la Conference North y juegan en el estadio Mill Farm.

## Historia
El club fue formado por la fusión Kirkham Town y Wesham en 1988. la adopción del nombre de un club anterior que había jugado en West Lancashire League en los años anteriores de la Primera Guerra Mundial. El nuevo club asumió el lugar de Kirkham Town en la Division One of the West Lancashire League. En 1989-90 ellos terminaron en la parte inferior de la división y fueron relegados a la División Dos. Después de tres temporadas en la División Dos ellos fueron promovidos en la temporada 1992-93 después de haber terminado terceros, siendo relegados otra vez en la temporada 1994-95. en la temporada siguiente ellos terminaron como segundos en la División Dos, perdiendo sólo dos juegos en toda la liga, y fueron promovidos atrás a la División Uno.
La West Lancashire League fue reestructurada en 1998 con la División Uno siendo llamada como premier league. después de terminar cuartos en las temporadas sucesivas en 1997–98 y 1998–99, el club entonces dominó la Primera División por un número de años, finalizando campeones en siete de las ocho temporadas entre 1999-2000 y 2006-07, el único bache fue en 2002-03 cuando ellos terminaron segundos. En los 21 meses entre el enero de 2003 y el octubre de 2004, el club no perdió en ninguna competición, la carrera finalmente terminó cuando ellos perdieron 1–0 contra Dalton United. En abril de 2006 el club completó un triplete de victorias consecutivas en la copa Lancashire Amateur Shield cuando ellos golpean a la West Lancashire League ganándole al Charnock Richard 2-0 en County Ground de Leyland, la cuarta victoria del club en seis años. Como los representantes designados de la FA Lancashire, el club también ganó la Northern Counties Cup en 2004-05, 2005-06 y 2006-07.

## Palmarés
- Conference North 2022-23
- Northern Premier League
  - Division One North campeones 2011–12, 2016-17
  - Challenge Cup Campeones 2013–14
  - President's Cup Campeones 2013–14
- North West Counties League
  - Premier Division campeones 2008–09
- FA Vase
  - Campeones 2007–08
- West Lancashire League
  - Premier Division campeones 1999–2000, 2000–01, 2001–02, 2003–04, 2004–05, 2005–06, 2006–07
- Lancashire FA Challenge Trophy
  - Campeones 2010–11, 2012–13, 2013–14
- Northern Inter Counties Cup
  - Campeones, 2004–05, 2005–06, 2006–07
- Lancashire Amateur Shield
  - Campeones 2000–01
- Richardson Cup
  - Campeones 1998–99, 1999–2000, 2000–01, 2004–05, 2005–06
- Presidents Cup
  - Campeones 1995–96
- Houston Cup
  - Campeones 2005–06

## Records
- Mejor presentación en la FA Cup: Tercera ronda, 2019-20
- Mejor presentación en la FA Trophy: Campeones, 2018–19
- Mejor presentación en la FA Vase: Campeones, 2007–08
- Récord de asistencia : 3,858 vs Chorley, National League North, 26 de diciembre de 2016
- Mejor resultado: 8–1 vs Oxford City, Conference North, 6 de septiembre de 2014